# ES Wasquehal
Entente Sportive de Wasquehal (ES Wasquehal) là một câu lạc bộ bóng đá Pháp có trụ sở tại Wasquehal.

## Lịch sử
ES Wasquehal được thành lập vào năm 1924 với tên L'Union Sportive de Wasquehal. Đội đã có được tên hiện tại của nó vào năm 1945, khi đội được hợp nhất với tổ chức thể thao quốc tế.

### Những năm gần đây
Đội hiện đang chơi ở Khu vực 1 Hauts-de-France, đã xuống hạng trong các mùa liên tiếp từ CFA năm 2017 và National 3 năm 2018. Đội đã chơi Ligue 2 từ năm 1998 đến 2003, sau khi trở thành một câu lạc bộ chuyên nghiệp vào năm 1997.

## Sân vận động
Đội bóng này chơi các trận đấu trên sân nhà tại một sân nhỏ tại Sân vận động Lille Metropole ở Villeneuve-binhscq. Trong những năm gần đây, họ chơi ở sân vận động chính nhưng sau khi họ xuống hạng từ đối thủ địa phương của Liên đoàn quốc gia Pháp, Lille OSC đã bị bỏ lại với tư cách là những người thuê duy nhất.

## Thành tựu
- Nhà vô địch Pháp Championnat de France Amateur 2 (Bảng D) 2015
- Á quân Pháp hạng 3 năm 1997
- Nhà vô địch Pháp hạng 4 năm 1995
- Pháp vô địch miền Bắc năm 1988
- France League 2, 2001 - Vị trí thứ 13 (cao nhất mọi thời đại)